# Damien Comolli
Damien Comolli   (Besiers, 24 de novembre de 1971) és un antic entrenador i director de futbol, i scout. Va treballar en els clubs Mònaco, Saint-Étienne, Arsenal, Tottenham Hotspur i Liverpool. El 7 de juny de 2018 va signar un contracte de tres anys amb Fenerbahçe SK com a director esportiu.